# گذرنامه صربستانی

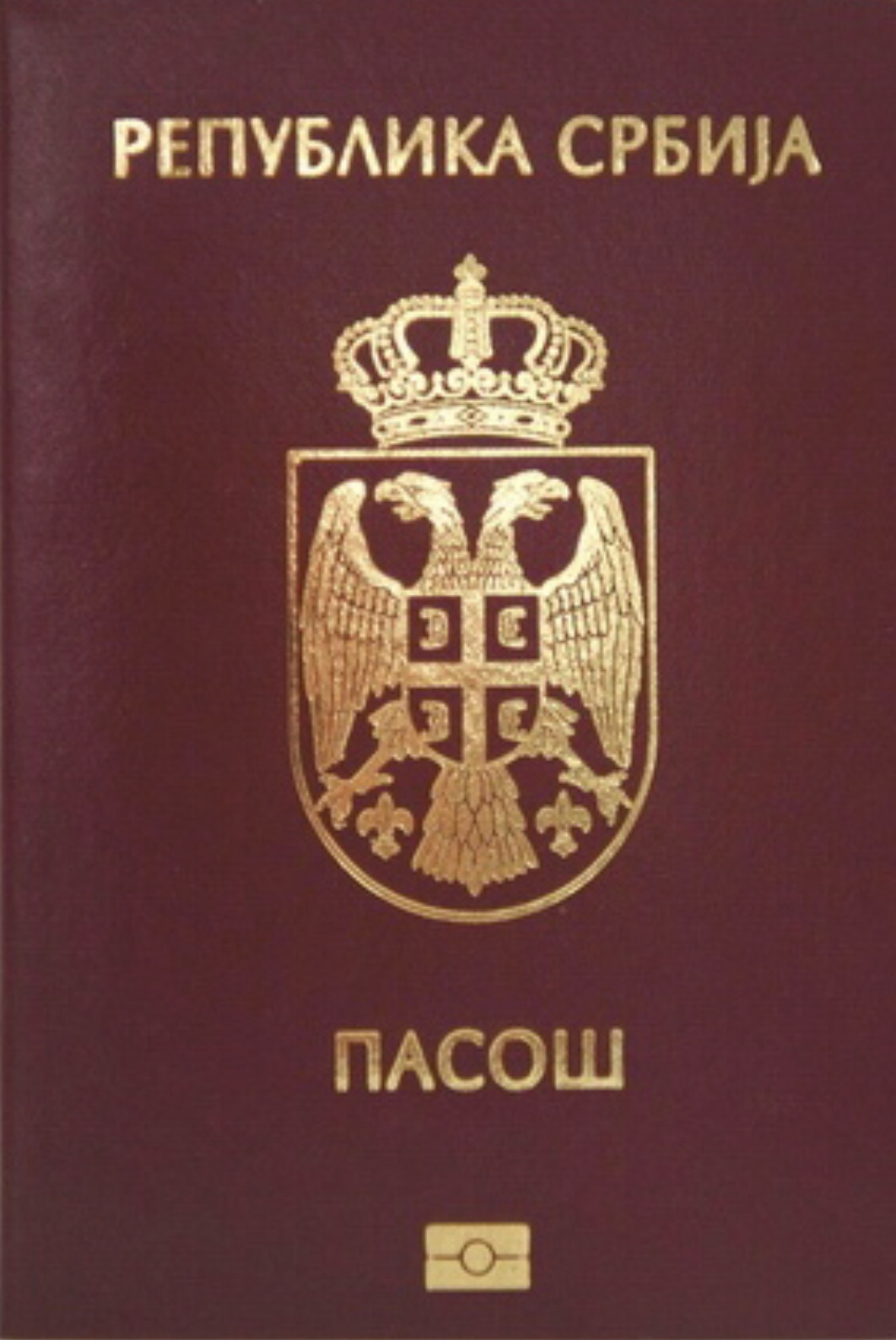
نمایی از یک‌نسخه گذرنامهٔ صربستانی در سال ۲۰۰۸

گذرنامهٔ صربستانی یک مدرک سفر بین‌المللی است که توسط کشور صربستان صادر می‌شود و بنا بر داده‌های سال ۲۰۲۳، دارندگان آن می‌توانستند به ۱۳۷ کشور دیگر بدون دریافت ویزا سفر کنند یا ویزا را در بدو ورود دریافت نمایند. این گذرنامه بر اساس رتبه‌بندی شاخص گذرنامهٔ هنلی در سال ۲۰۲۳ در رتبهٔ ۳۴ قرار داشت.